# Tvedskov
Tvedskov (tysk Twedterholz) var en landsby og selvstændig kommune beliggende ud ved Flensborg Fjord i det nordvestlige Angel i den nuværende tyske delstat Slesvig-Holsten. Kommunen blev i 1910 indlemmet i Flensborg.
Tvedskov var den længst mod nord beliggende kommune i Adelby Sogn. Kommunen bestod ved siden af den centrale landsby af bebyggelserne Farensodde (tysk Fahrensodde) og gårdene Osbæk (Osbek) i syd og Tved Mark (Twedter Feld) i sydøst. Farensodde var en overfartssted til Kollund over Flensborg Fjord. Nabokommuner var Fruerlund (med Mørvig og Klosterskov) i syd og Tved (med Solitude) i øst. Tvedskovs areal udgør i dag en del af bydele Fruerlund og Mørvig. De fleste historiske steder ekisterer kun som gadenavne, efter at området efterhånden blev udbygget med flere parcelhuse. Strandpromenaden fra Farensodde til Solitude Strand og Mejervig er i dag populære udflugstmål.
Tvedskov er første gang nævnt 1567. Navnet angiver, at bebyggelsen er opstået som kådnerby tilhørende bønderbyen Tved. Arealet må have været dækket med skov endnu i 1500-tallet. I 1856 taltes der 27 husmandssteder (kådnersteder) i Tvedskov, men ikke en eneste bondegård. En stor rolle spillede fiskeriet.